# Cœur de Pirate
Cœur de Pirate, pseudonimo di Béatrice Martin (Montréal, 22 settembre 1989), è una cantautrice e pianista canadese.
Ha pubblicato il suo primo album in Quebec il 16 settembre 2008 e in Francia il 20 aprile 2009. Fu seguito dal suo secondo album, intitolato Blonde, uscito a novembre 2011.
Fa anche parte del gruppo Armistice col cantante Jay Malinowski. Il primo EP del gruppo, l'omonimo Armistice, è uscito il 14 febbraio 2011 in Francia e il 15 febbraio 2011 in Canada.
È la nipote dell'attore canadese Alexis Martin.

## Biografia
Nata a Montréal, in Quebec, Béatrice Martin ha cominciato a suonare il pianoforte all'età di tre anni, iniziata da sua madre, pianista professionista. A nove anni, è entrata al Conservatorio di Musica di Montreal, dove resterà fino a quattordici anni. All'età di quindici anni, diventa tastierista per il gruppo December Strikes First, nel quale suonava il suo migliore amico, Francis, che più tardi diventò soggetto di una canzone del suo primo album.
Ha passato cinque anni a studiare arti, lettere e comunicazione a Montréal; durante un'intervista ha dichiarato: “Ho fatto degli studi di grafica. Non pensavo che avrei vissuto di musica. Volevo fare manga. Ne ho realizzati molti ed ero molto brava, meglio anche degli Asiatici!”. Poi nel 2007 ha cominciato a scrivere canzoni, guidata dai suoi amici.
Il suo primo album, l'eponimo Cœur de pirate, è nominato nella categoria album francofoni dell'Anno al Juno Award 2009. La sua canzone Comme des enfants ha raggiunto il primo posto nella classifica degli album venduti in Canada durante la settimana del 19 febbraio 2009: è la seconda volta che una canzone francese raggiunge questa performance.
A febbraio dello stesso anno, ella attira l'attenzione dei media statunitensi quando un fotografo canadese, Francis Vachon, pubblica un video dei suoi figli su YouTube usando la canzone Ensemble di Cœur de Pirate. La popolarità del video l'ha portata fino al programma mattutino Good Morning America, e la cantante ha ottenuto una critica favorevole da parte del blogger Perez Hilton.
A novembre 2009 vince il premio Felix dell'ADISQ come “Rivelazione dell'anno”.
Il 6 marzo 2010 le è stato assegnato il premio della 25ª edizione delle Victoires de la musique.
In ottobre 2010, riceve il premio Felix dell'ADISQ per l'artista più famoso fuori del Quebec.
A novembre 2011, la cantante pubblica il suo secondo album, Blonde, seguito da una tournée che inizia l'8 dicembre dello stesso anno al Bataclan. Dopo una pausa per maternità, la "Grosse Boîte" annuncia il suo ritorno per una tournée da solista.
In gennaio del 2014, esce l'album Trauma, sul quale essa riprende degli standards della musica inglese, come Ain't No Sunshine di Bill Withers e You Know I'm No Good di Amy Winehouse. Le canzoni presentate su quest'album fanno parte della colonna sonora originale della serie TV quebecchese Trauma.
Ha composto anche la colonna sonora del videogioco Child of Light. L'album è disponibile solo in download digitale.
A fine aprile 2014, la sua cover di Mistral gagnant di Renaud viene pubblicata in singolo come promo dell'album-omaggio La Bande à Renaud.

## Altri progetti

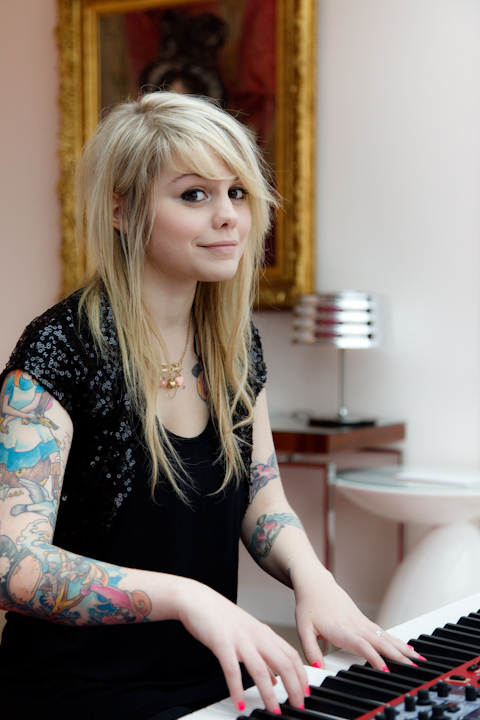
Béatrice Martin nel 2009